# U-Bahn Wien U
Die Type U, auch als „Silberpfeil“ bekannt, bezeichnet die erste Generation der Wiener U-Bahn-Fahrzeuge. Diese wurden 1972 - 1997 von Simmering-Graz-Pauker produziert und bildeten das Rückgrat des Fuhrparks des Wiener U-Bahn-Netzes. Sie verkehrten im gesamten U-Bahn-Netz mit Stromschienenbetrieb. Auf der Linie U4 lösten sie dabei die zweiachsigen N1/n2-Züge der Wiener Elektrischen Stadtbahn ab.
Man unterscheidet zwischen den Typen U, U1 bzw. U11 sowie U2.

## Technik

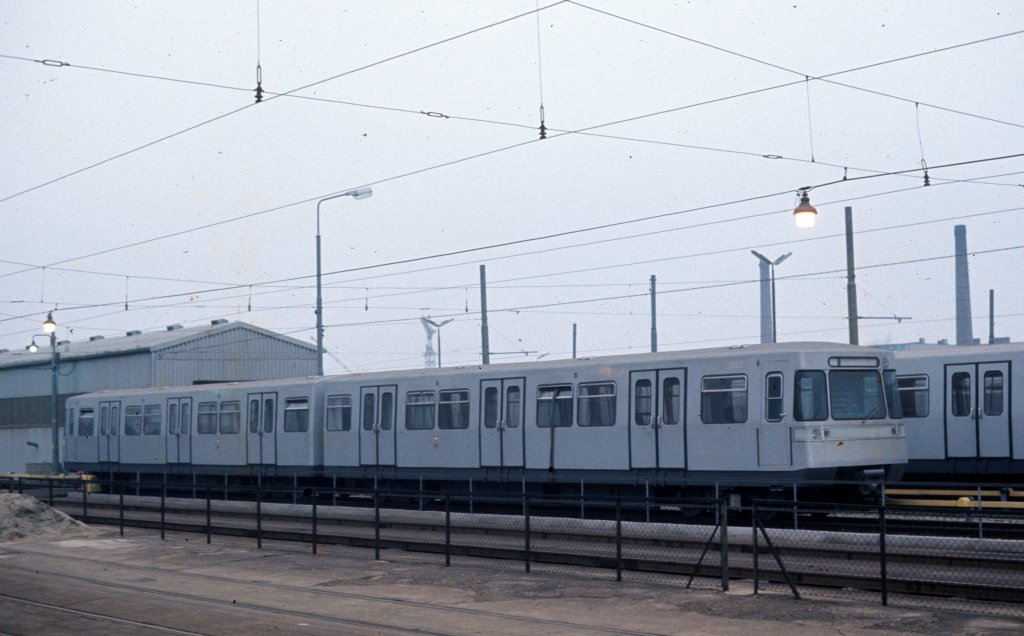
Fabrikneue Doppeleinheit in der Abstellanlage Heiligenstadt (1974)

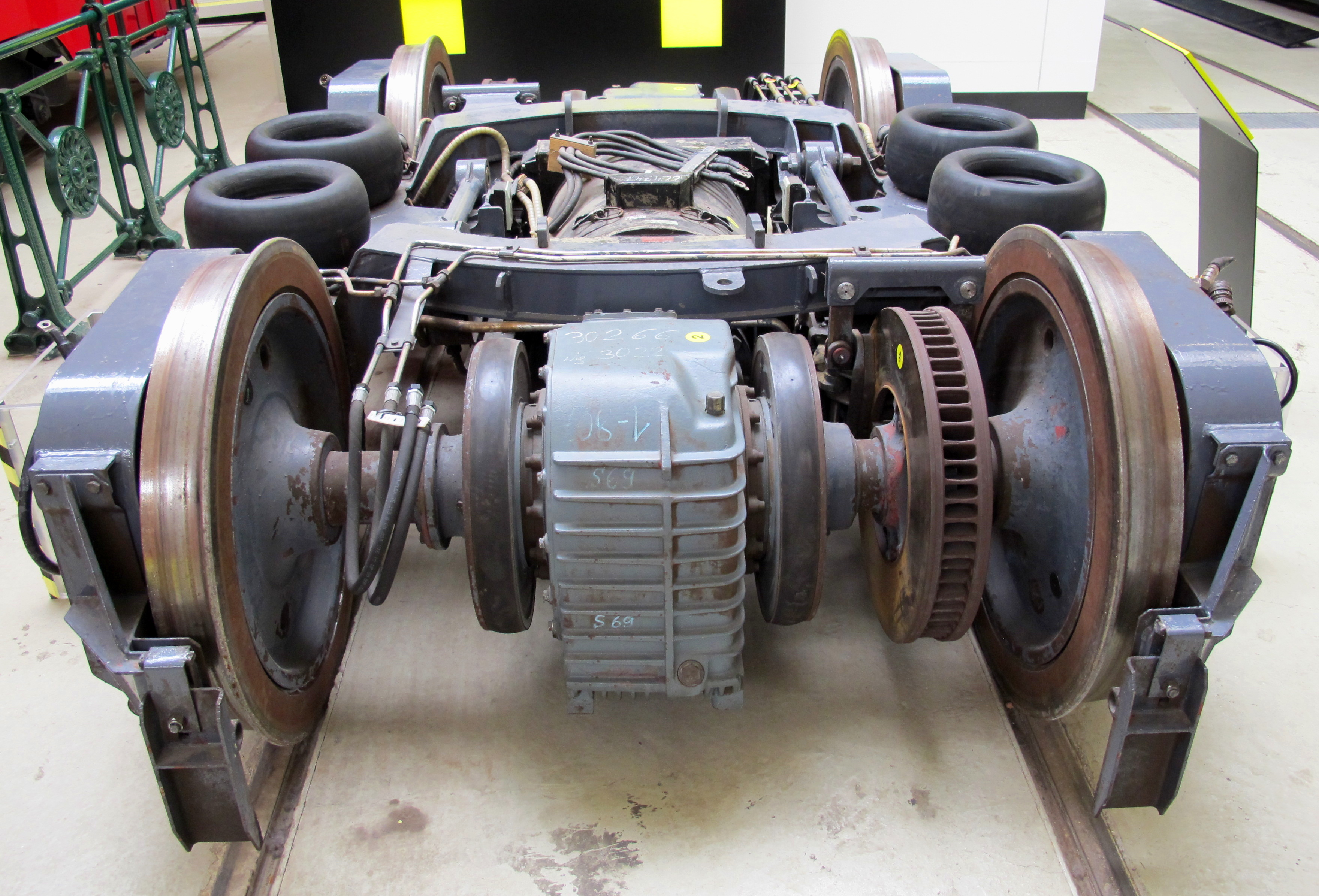
Drehgestell mit Fahrmotor

Das Konzept der Fahrzeuge orientiert sich sehr stark an der Reihe A der U-Bahn München bzw. der Reihe DT1 der U-Bahn Nürnberg. Bei den Garnituren handelt es sich um Doppeltriebwagen, also um zwei miteinander fest gekuppelte Elektrotriebwagen mit jeweils einem Führerstand an den Enden. Die kleinste betriebsfähige Einheit besteht aus einem Doppeltriebwagen, jedoch besteht ein Kurzzug aus zwei, ein Langzug aus drei Doppeltriebwagen. Das Kurzzugkonzept wurde jedoch mit gestiegenem Fahrgastaufkommen aufgegeben, sodass nunmehr im Wiener Netz einheitlich Sechswagenzüge (drei Doppeltriebwagen) unterwegs sind.
Die beiden Fahrzeuge einer Doppeleinheit sind nicht identisch ausgestattet. Baugruppen wie Schaltwerk, Kompressor, Batterie, Umformer und anderes wurden aus Gründen der Gewichtsverteilung auf beide Wagen aufgeteilt. Wegen des beengten Lichtraumprofils sind diese Aggregate allesamt unter dem Fahrzeugboden montiert. Äußerlich ist der Unterschied an der Wagennummer erkennbar – je ein 2000er und ein 3000er Wagen bilden eine Doppeleinheit. Jedes Drehgestell verfügte ursprünglich über einen in Längsrichtung eingebauten Gleichstrom-Fahrmotor (Tandemantrieb), der über Getriebe beide Achsen des Drehgestells antreibt (Type U). Bei der Weiterentwicklung U1 / U11 sowie der modernisierten Type U2, wurde ein Einzelachsantrieb eingebaut. An den äußeren Drehgestellen sind auch die Seitenstromabnehmer angebracht.
Der Wagenkasten ist aus Gründen der Gewichtsreduktion aus Aluminium gefertigt. Da das SGP-Werk Simmering zu Beginn der Produktion noch über keine Erfahrung mit der Verarbeitung von Aluminium besaß, wurden die Rohbauten der ersten Einheiten von MBB Donauwörth gebaut. Der letzte Doppelwagen der ersten Bauserie (2062) war als Versuchsgarnitur mit Drehstromantrieb ausgestattet, wurde jedoch später an die Serie angeglichen.
Durch den auf der ursprünglichen U2-Strecke gefahrenen Kreisteil kam es zu einseitigem Verschleiß, dem durch periodisches Umdrehen der Garnituren entgegengewirkt wurde. Zu diesem Zweck wurde 1988 auf dem Bahnhof Wasserleitungswiese mit 40 m Durchmesser Europas größte Drehscheibe für eine Doppeleinheit in Betrieb genommen.

## Weiterentwicklung
1986 wurde eine weiterentwickelte Fahrzeuggeneration vorgestellt, die Type U1 bzw. U11, die mit den ursprünglichen Fahrzeugen äußerlich nahezu identisch sind. Nach neun Prototypen der Type U1 (2201–2209) zur Erprobung verschiedener Motoren und Drehgestelle wurden 108 als Type U11 bezeichnete Seriengarnituren (2210–2317) gebaut. Sie verfügen neben vollständig neu entwickelten Drehgestellen (mit radial einstellbaren Achsen) auch über einen dem damaligen Stand der Technik entsprechenden Drehstromantrieb für jede einzelne Achse einschließlich der notwendigen Leistungselektronik, die auch die Anwendung einer Rekuperationsbremse ermöglichte. Die U11 werden auf den Linien U1, U3 und U4 verwendet, wobei sie auf der Linie U3 am seltensten vorkommen und auf den Linien U1 und U4 sind diese Wagen planmäßig heute die einzigen Silberpfeile, die noch auf diesen Linien verkehren. Unterschiede sind unter anderem: mehr Dachlüfter, geänderte Türgriffe sowie Fensterrahmen und am Dach montierte Haltegriffe.
In den Jahren 2000–2010 wurden die 74 jüngeren Doppeltriebwagen der Type U (2063–2136) auf Drehstromantrieb mit im Fahrzeug eingebauten Frequenzumrichtern umgerüstet, um für weitere 20 Jahre betriebsfähig zu sein. Diese Fahrzeuge werden als Type U2 bezeichnet. Heute werden die Fahrzeuge der Type U2 auf der Linie U3 des Betriebsbahnhofes Erdberg verwendet (seit Dezember 2024). Sehr selten sind sie bei Fahrzeugmangel auf der U1 oder U4 im Einsatz. Andere Umbauten umfassten außerdem: teilweise Plastiksitze, Wagenkasten-Neulack in Grau statt Silber, Innen- und Außendisplays für Fahrgastinformation, teilweise Haltegriffe auf Querstangen, sowie bei einer Einheit eine Innen-Testlackierung im V-Design (graue Wände und rote Sitze).
Die Nachfolgegeneration ist die Type V, die ab 2000 produziert wurde. Seit Juni 2023 werden die verbleibenden Züge der Typen U1 / U11 / U2 schrittweise durch den neuen Type X von Siemens ersetzt. 

### Verbleib
Nach den letzten Personenverkehrseinsätzen im Schuljahr 2014/15, die nur gelegentlich erfolgten, wurden die letzten U im Originalzustand im Fahrschuldienst verwendet. Mit der Inbetriebnahme des Fahrsimulators Anfang 2016 wurden sie nicht mehr gebraucht und ausgemustert. Ein Halbzug steht als begehbares Ausstellungsobjekt im Verkehrsmuseum Remise, hier wird auch ein Drehgestell mit dem originalen Tandemantrieb gezeigt.

## Farbgebung und Design

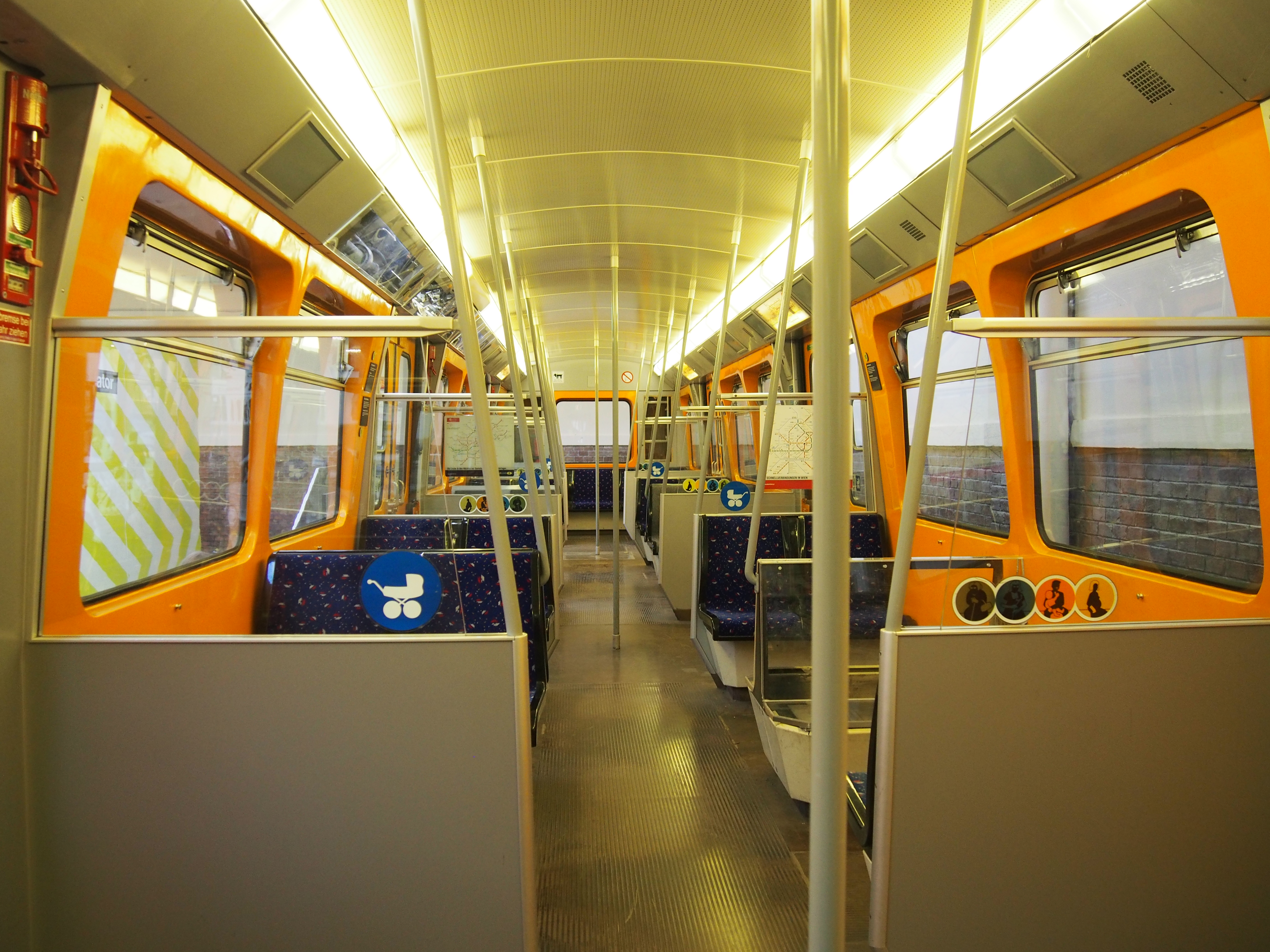
Innenraum der Type U und der Type U_{2}

Für die Gestaltung des Fahrzeuges war bei SGP der Designer Johann Benda verantwortlich. Die Fahrzeuge sind außen komplett in Silbergrau gehalten, was den Wagen mit den durchgehenden Lichtbändern an der Front den Spitznamen Silberpfeile einbrachte. Die Innenwände sind dem Zeitgeist der 1970er Jahre entsprechend in oranger Farbe gehalten. Die Type U2 wurde jedoch vollständig in Grau neulackiert. Bei der Type U1 / U11 jedoch nur in Ausnahmefällen.
Die anfangs vorhandenen gepolsterten Doppelsitze mit schwarzem Kunstlederbezug, mussten nach wenigen Jahren aufgrund der darin enthaltenen Giftstoffe durch weniger weich gepolsterte Stoffbezogene Sitze in Blau ersetzt werden. In den letzten Jahren erfolgte ein Umbau auf graue Kunststoffschalen ohne Bezug.
Das Design wurde vom Handelsministerium mit dem „Staatspreis für gute Form 1981“ ausgezeichnet.